# Cocodril de Morelet
El cocodril de Morelet o cocodril mexicà (Crocodylus moreletii) és una espècie de cocodril de petita grandària distribuïda per Guatemala, Belize i part de Mèxic (de Tamaulipas a Yucatán). Es diu així en honor del naturalista francès Pierre Morelet (1809 - 1892), qui descriu científicament a l'espècie en 1850.